# تاریخچه انرژی تجدیدپذیر

## مرور کلی بر انرژی های تجدیدپذیر در دوران باستان
از مشهورترین استفاده های تاریخی از انرژی تجدیدپذیر (در قالب روش ها و متدهای باستانی و سنتی) می توان به این موارد اشاره نمود:
1- آسیابهای آبی (چین و ایران باستان)
2- آسیابهای بادی در اروپا و آسیا (مانند آسیابهای بادی هلند و نشتیفان در ایران). نخستین طرح‌های کشف‌شده از آسیاب بادی متعلق به ایران و مربوط به سال‌های ۷۰۰ الی ۹۰۰ میلادی است
3- لنز آتش زنه ارشمیدس
4- سیستم سنتی سرمایش و تهویه ی مبتنی بر بادگیر
5- معماری های سنتی آگاه از فرآیندهای تبادل انرژی
6- فواره های مبتنی بر شیب گرانشی
7- استفاده از زیست توده دامی در خِشته های سوختی قدیم
8- کوره ها و تنورهای خورشیدی در چین، هند، مصر و ایران باستان
9- استفاده از انرژی خورشیدی در کاربردهای تبدیل فرآورده های سنتی کشاورزی (خشک کردن)، مهندسی سنتی خواص مواد (قوام دهی خورشیدی به سفال و سرامیک) و کاربردهای کهن بهداشتی و درمانی (ضدعفونی طبیعی)
10- هدایت دوربرد و کنترل ثقلی جریان آب در فناوری باستانی قنات برای انتقال و تامین آب
11- ترابری بار و مسافر مبتنی بر بادبان در رودخانه، دریا و اقیانوس
12- ترابری بار و مسافر مبتنی بر شناخت جریان های آبی در رودخانه، دریا و اقیانوس
13- استفاده از رُستنی های تجدیدپذیر (مانند خار بیابان، ضایعات کشاورزی و شاخه های هرس شده) برای تولید نور و گرما
14- استفاده از روغن های تجدیدپذیر (گیاهی یا حیوانی) برای تولید نور و گرما
15- استفاده حداکثری و هوشمندانه از نور طبیعی آفتاب در روز و مهتاب در شب در معماری ابنیه به منظور کاربردهای روشنایی، تزئینی (کاشیکاری برّاق، آئینه کاری و ابزارزنی برای ایجاد سطح انعکاسی بر روی سطوح سنگ و آجر)، اعلان زمانی (ساعت آفتابی، هنگامه ظهر و هنگامه اذان و هنگامه تغییر فصل) و ... .

## تعریف انرژی
انرژی توانایی و قابلیت انجام کار از سوی انسان‌ها یا سایر اجسام است به کار مایه نیرو گفته می‌شود از دیدگاه علمی می‌توان انرژی را به این صورت تعریف کرد: انرژی میزان توانایی که در زمان معین یک کار مصرف می‌شود این تعریف را می‌توان با رابطهٔ زیر نشان داد، وقتی چیزهایی را از زمین برمی‌دارید یا دری را باز می‌کنید یا چیزی را می‌نویسید یا دوچرخه‌ای را سوار می‌شوید نیرو (انرژی) به کار برده‌اید اگر در بارهٔ مواردی که نیرو به کار برده‌اید کمی اندیشه کنید متوجه خواهید شد که بدون انرژی زندگی امکان‌پذیر نخواهد بود آنوقت شما نسبت به مصرف آن آنقدر بی‌ملاحظه هستید…! داشتم می‌گفتم اگر خوب دقت کنید متوجه خواهید شد که در انجام کارهای بالا چیزی را می‌کشید یا می‌رانید به این کشش و رانش انرژی گفته می‌شود. حالا با تعریف نیرو و انرژی آشنا شدیم انرژی را می‌توان به صورت‌های مختلفی در طبیعت دید؛ که ماهیچه‌ای که خودمان از آن استفاده می‌کنیم و بدون آنکه آن را به وجود آوریم از آن استفاده می‌کنیم انرژِی باد، انرژی سوخت گیاهی، انرژِی زمین، انرژی هسته‌ای، انرژی هیدروژن، انرژِی تابشی و انرژِی صوتی و انرژِ‌های ترکیبی که می‌تواند ترکیب هر نیرویی با نیروهای دیگر باشد مثلاً هیبردی که ترکیبی از بنزیت و الکتریسیته‌ است ویا گاز با بنزین باشد اگر انرژِ نبود ما نمی‌توانستیم حتی یک پر که خیلی سبک است را از روی زمین بلند کنیم.

## انرژی خورشیدی
در روزهای آفتابی فضای درون ساختمان گرم می‌شود. گرمای درون ساختمان‌ها ناشی از نفوذ انرژی تابشی خورشید از طریق شیشه پنجره‌ها مانند یک گلخانه عمل می‌کند و مانع از خارج شدن آن به بیرون می‌شود و اتاق را گرم می‌کند. همچنین انرژی خورشیدی دیوارها و بالا پشت بام را گرم می‌کند. به این گونه گرم شدن گرمایش غیرمستقیم خورشید می‌گویند. وقتی مولد برقی (ژنراتور) به گردش در می‌آید انرژی الکتریسته تولید می‌شود؛ و برای گرداندن مولدها از بخارآب استفاده می‌شود؛ و انرژی گرمایی حاصل از سوزاندن سوخت‌های فسیلی می‌تواند آب را بجوشاند. به این ترتیب بخار آب تولید می‌شود؛ و برای این کار می‌توان از انرژی گرمایی خورشید استفاده کرد. سلول‌های خورشیدی انرژی را بدون اینکه نیازی به ماده‌ای با قطعات مکانیکی هزا داشته باشد مستقیماً به حرکت درمی‌آورد. سلول‌های خورشیدی بزرگی بر روی صفحات خورشیدی قرار می‌گیرد و می‌تواند انرژی زیادی را از خورشید جذب کند؛ و می‌توان از آن‌ها برای به کار انداختن وسایل استفاده کرد. سلول‌های خورشیدی برای مناطق محروم از انرژی برق کمک بسیاری می‌کند و می‌تواند انرژی برق تولید کند و با استفاده از این نیرو می‌تواند برق مورد نیاز خود را تأمین می‌کند. 

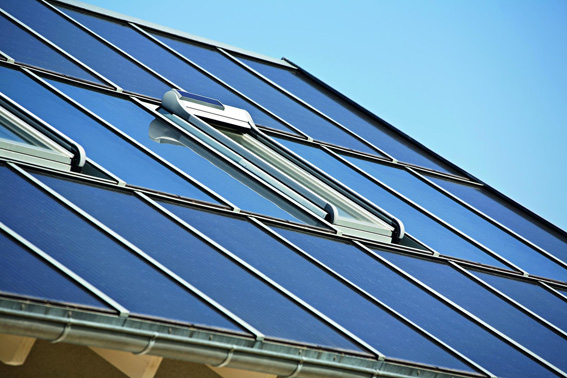
تصویر صفحه خورشیدی

برای این کار مردمان محروم سلول‌های خورشیدی را بر روی بام خانه خود نصب می‌کنند. از سلول‌های خورشیدی در وسایلی مانند ماشین حساب استفاده می‌شود و در آینده و کمی هم در حالا ماشین‌هایی را اختراع کرده‌اند که با انرژی خورشیدی کار می‌کند.. خورشید بزرگترین منبع انرژی است و اگر نبود همه مردمان جهان و جانوران و گیاهان از بین می‌رفتند. دمای سطح خورشید حدود ۱۰ هزار درجه سانتی گراد است که ۳ برابر نقطه ذوب فولاد است و خورشید در هر ثانیه ۷۷۰ میلیون تن هیدروژن می‌سوزاند.
انرژی خورشیدی مشکلاتی هم دارد: مانند هنگام شب و روزهای ابری نمی‌توانند از انرژی خورشیدی استفاده کرد و ساخت باتری‌های خورشیدی پر هزینه‌است. اما فواید انرژی خورشیدی:در مصرف سوخت‌های فسیلی صرفه جویی می‌شود انرژی خورشیدی هیچ گونه آلودگی ایجاد نمی‌کند؛ و انرژی خورشیدی هیچوقت تمام نمی‌شود؛ و موجب صرفه جویی در انرژی‌های فسیلی می‌شود؛ و انرژی خورشیدی رایگان است؛ و همه جا می‌توان از آن استفاده کرد. بیش از ۵۳۰ سال پیش ماشین‌ها در سراسر جهان در حال حرکت بود و با سوختهای فسیلی کار می‌کرد؛ و آلودگی فراوانی تولید می‌کرد ولی امروزه ماشین‌های خورشیدی روی کار امده‌است؛ و هنوز ماشین‌های خورشیدی کامل نشده‌اند و گران هستند؛ و به همین دلایل به دست مردم جهان نرسیده‌است. اجاقهای خورشیدی وجود دارد که می‌توان روی آن غذا پخت و برای منازل دور افتاده می‌توان از ان استفاده کرد؛ و روی آن سلول‌های خورشیدی است که نور خورشید را در یک نقطه متمرکز می‌کند؛ و برای نقاطی خوب است که آسمانی صاف دارند؛ و حداقل کمتر از اوقات ابری هستند. دمای خورشید آن قدر زیاد است که گاز هیدروژن را به هلیم تبدیل می‌کند. نیروی تجهیزات ماهواره‌ای از نیروی خورشید تأمین می‌شود؛ و معمولاً برای گرم کردن آب از دیگ بخار استفاده می‌شود؛ که می‌توان به جای آن از خورشید استفاده کرد.

## انرژی سوخت گیاهی
گیاهان سبز طی فرایند فتوسنتز انرژی نوری را به انرژی شیمیایی تبدیل می‌کند. سوختن‌های گیاهی را می‌توان به صورت مایع و الکل و گازهایی مانند متان در بیاورد. این سوختها کارامد تر از چوب هستند. برای اینکه منبع انرژی به مراتب متراکمتری هستند و فضای کمتری اشغال می‌کنند. جانوران غذای مورد نیاز خود را از طریق گیاهان به دست می‌آورند. سوخت گیاهی نابود نشدنی است. عمده‌ترین سوخت گیاهی درختان هستند. وقتی چوب می‌سوزد از خود انرزی تولید می‌کند و انرزی ذخیره شده در تنه درختان یا گیاهان از خورشید به دست می‌آید؛ و به این صورت پس سوختن آنان انرژی از خود تولید می‌کند. در استرالیا برای تأمین گرمای خانه خود به جای استفاده از سوختهای فسیلی از سوخت گیاهی (هیزم) استفاده می‌شود؛ و وقتی چوب می‌سوزد انواع گازها و بخار آب آزاد می‌شود. برای جلوگیری از آن بهتر است که چوب‌ها را کوچک کنیم. اگر این کار را کنیم انرژی هدر نمی‌رود. مخمرها موجودات میکروسکپی هستند که قند و شیرینی را به الکل تبدیل می‌کند. به این فرایند یا عمل تخمیر می‌گویند. چون الکل از گیاهان نیشکر و چغندر قند تهیه می‌شود. گیاهان در روی کره زمین در طی عمل فتوسنتز ۲/۹۹ میلیارد تن کربن دی اکسید هوا را جذب می‌کنند. گیاهان سبز به سمت نور خورشید رشد می‌کنند تا برگهایشان حد اکثر انرژی خورشید را جذب کنند. منشأ انرژی شیمیایی که شیرها از خوردن گورخرها به دست می‌آورند از تنرژی نور خورشید است که گور خر از خوردن گیاه به دست آورده‌است. از درختان بید و تبریزی معمولاً به عنوان سوخت گیاهی کشت می‌شود. ساقه‌های این درختان زمانی که یک ساله هستند هم سطح با زمین قطع می‌کنند. 

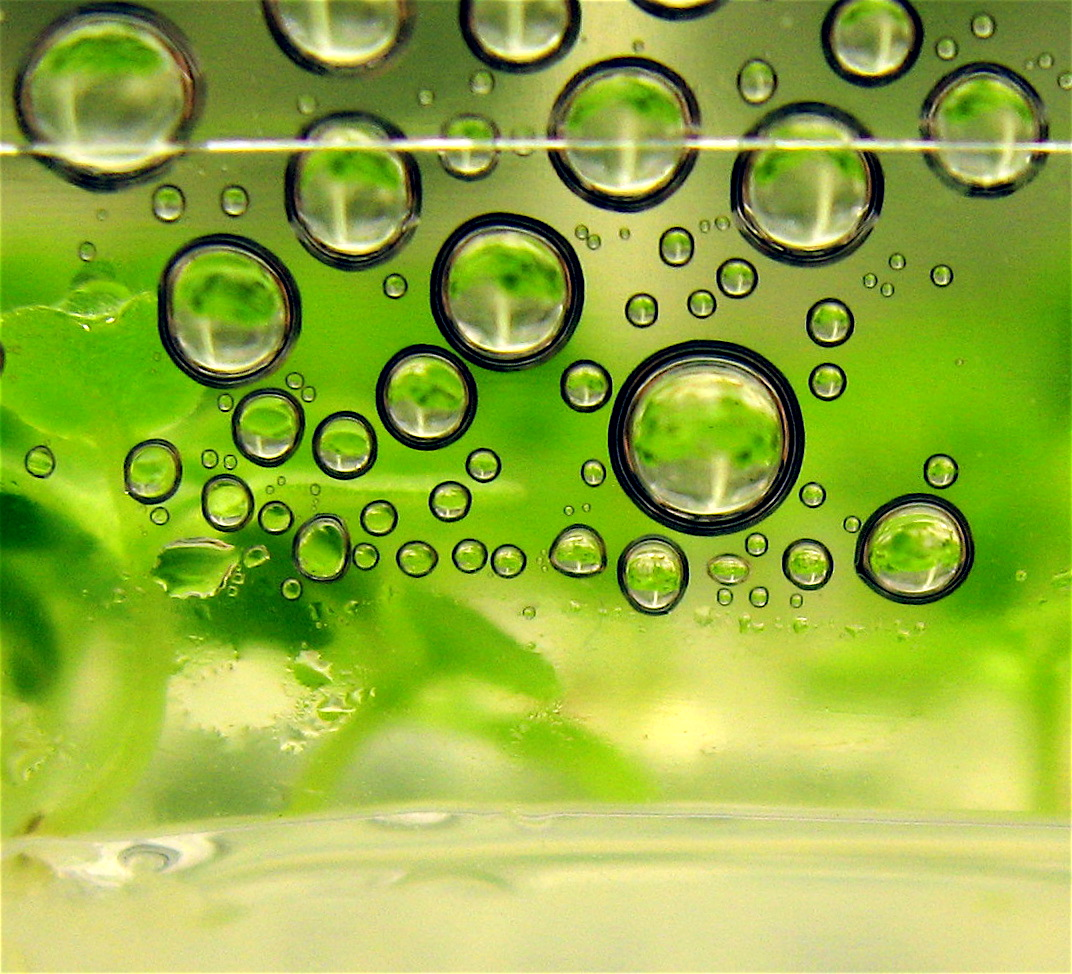
سوخت گیاهی

طولی نمی‌کشد که ساقه‌های فراوانی جوانه می‌زنند؛ و رشد می‌کنند. هر سه سال یکبار برای هیزمشان آن‌ها را قطع می‌کنند. برای تولید الکتریسته از سوخت زغال سنگ استفاده می‌شود. دانه‌های گیاهان مانند شلغم سرشار از روغن هستند و طی فرایندی می‌توان از روغن این گیاهان سوخت مایع تبدیل کرد که اصطلاحاً به ان گازوئیل زیستی می‌گویند. روغن‌های مورد نیاز خانه‌ها در جهان از مزرعه‌های شلغم تهیه می‌شود. معمولاً از فضولات حیوانات کودهای کشاورزی می‌سازند که برای زمین‌های کشاورزی لازم است. وقتی که فضولات حیوانات تجزیه می‌شوند گازهایی به نام متان آزاد می‌شود که به نام بیوگاز هم معروف هستند. گازهای متان سوخت مرغوبی هستند که در نیروگاه‌ها و حتی در اشپزخانه‌های خانه‌های مردم از ان استفاده می‌شود؛ و راه تولید گاز متان این است که آشغال‌ها را درون زمین دفن می‌کنند؛ و پس ا زتجزیه شدن آن‌ها گاز متان تولید می‌شود.
واما مشکلات سوخت گیاهی: چوب بزرگی هستند و پس از سوختن خاکستر تولید می‌کنند. چوب در مقایسه با گاز طبیعی و سوختهای نفت خام دیرتر می‌سوزد؛ ولی اما فواید ان: سوخت گیاهی تمام نشدنی است و هنگام سوختن سوختهای گیاهی گاز گلخانه‌ای تولید نمی‌شود و زمین را گرم نمی‌کند. درختان در هنگام فتوسنتز دی اکسید کربن هوا را جذب می‌کنند و به جای آن اکسیژن تولید می‌کنند؛ و باعث می‌شود اکسیزم زیادی تولید شود؛ و هرگز ضرری یا خسارتی به محیط زیست جانوران و آدم‌ها نمی‌زند.
☆سوخت های گیاهی☆
سوخت های گیاهی را میتوان به صورت
(مایع)
(جامد)
(گاز)
یافت
نمونه گاز : همان‌گاز متان است.
نمونه مایع: همان الکل است.
نمونه جامد:چوب ذغال است.
گاز متان را از روش بی هوازی پسمان های کشاورزی بدست می آورند.

## انرژی باد
نخستین طرح‌های کشف‌شده از آسیاب بادی متعلق به ایران و مربوط به سال‌های ۷۰۰ الی ۹۰۰ میلادی است

از انرژی باد می‌توان الکتریسته درست کرد وقتی که هوای زمین سرد شده هوا منقبض شده و به پایین هجوم می‌آورد ولی وقتی که هوا گرم است هوا منبسط شده و به سمت بالا می‌رود. بنابراین هوای گرم به بالا می‌رود و هوای سرد جایگزین ان می‌شود؛ و این هوای متحرک است که عامل آن خورشید است که باد نام دارد. آسیاب‌های بادی نیروی باد را مهار کرده و با پره‌های خودش خودش را می‌چرخاند اگر آن پروانه‌ها صاف و تخت نبودند آن نمی‌چرخید. در زمان‌های قدیم آسیاب‌ها را آدم‌ها می پرخاندند. اما در سال ۱۷۴۵ میلادی ادموندلی موفق شد آسیاب بادی را اختراع کند. آسیاب‌های قدیم برای حرکت درآوردن ماشین‌ها بسیار کارآمد بودند اما سرعت کمی داشتند؛ و برای تولید الکتریسیته مناسب نبودند. اما آسیاب‌های بادی که پیشرفته بودند درست شدند که نام آن‌ها توربین بود؛ و با سرعت زیادی می‌چرخید؛ و می‌توانست انرژی الکتریسیته ایجاد کند؛ و گرمای خانه‌ها و اداره جات را تأمین کند. کشتی‌های بادبانی با استفاده از نیروی باد که بر روی دکل آن‌ها که هست که بادبان نام دارد باد به آن‌ها برخورد می‌کند و می‌تواند آن را به حرکت درآورد؛ و بدون اینکه محیط زیست را آلوده کنیم و انرژی فسیلی مصرف کنیم می‌توانیم از جایی به جای دیگر برویم. پره‌های توربین‌ها به ۴۰ متر می‌رسد و توربین‌های بادی را بیشتر در جایی که باد می‌وزد و بیابان‌ها می‌گذارند که بتوانند از آن حد اکثر استفاده را ببرند. در آسیاب‌های قدیمی یک ششم انرژیی که آسیاب‌ها می‌گرفتند به انرژی مفید تبدیل می‌شد. توربین‌های ساوینس را می‌توان با استفاده از دو نیمه بشقاب خالی تولید کرد و هزینه بسیار کمی دارد؛ و بیشتر برای ابزار وسایل کشاورزی مفید است. 

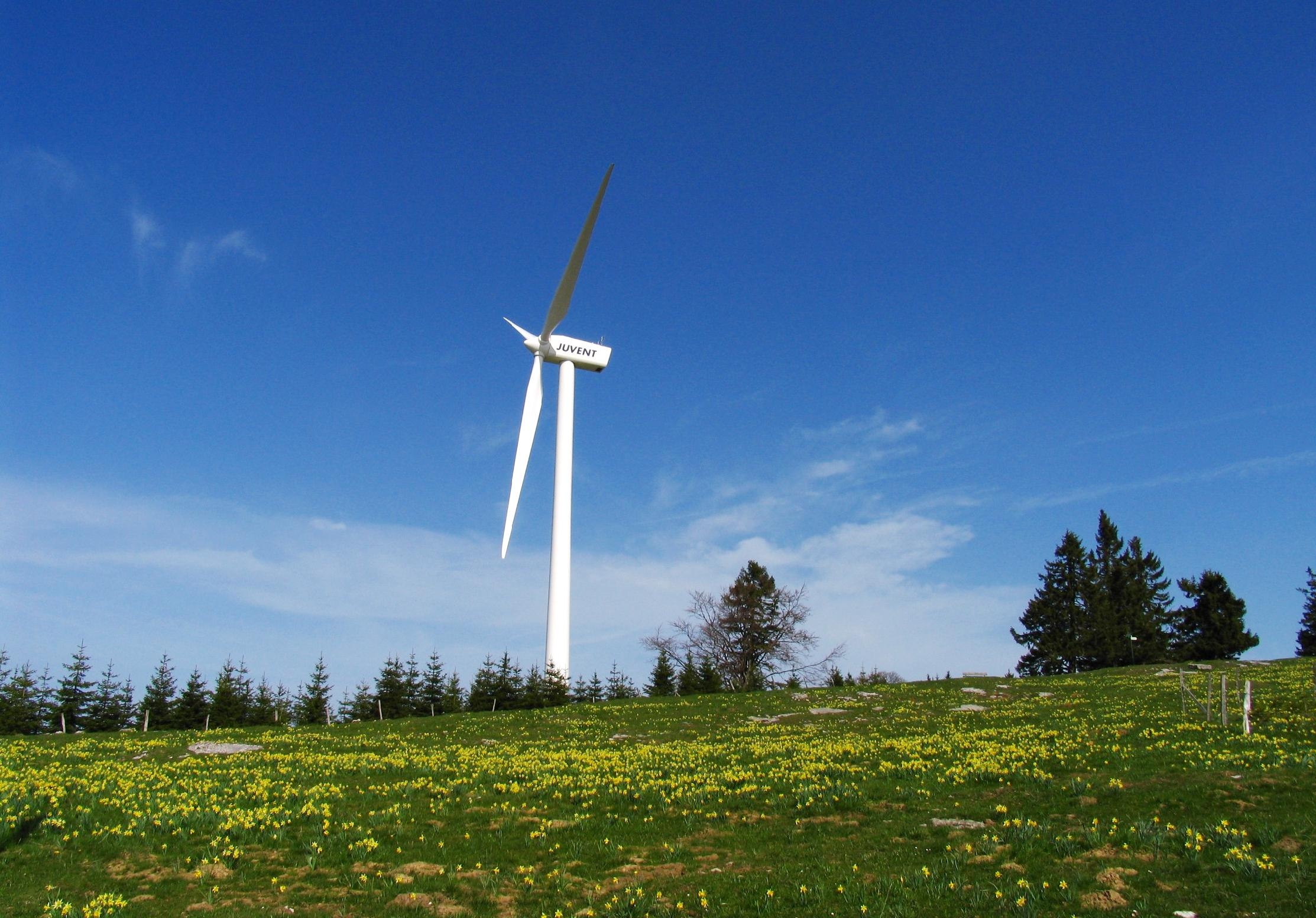
انرژی باد

برای اندازه‌گیری سرعت باد از مقیاس بیوفورت استفاده می‌شود که از صفر تا ۱۲ درجه‌بندی شده‌است. قدرت یک باد که آت و آشغال و زباله‌ها را در محیط پخش کند ۴ بیوفورت است و بادی که شاخه‌ها را می‌شکند هشت بیوفورت است. یک طوفان خیلی عظیم معادل ۱۲ بیوفورت است. برای آبیاری زمینهایی که آب به آن‌ها نمی‌رسد تلمبه‌ای را که بادی است در چاه می‌گذارند و با استفاده از این تلمبه می‌توان زمین‌های کشاورزی را آبیاری کرد.
تو ربین‌های بادی ساوینس را فردی به نام سیگریت در دهه ۱۹۲۰ میلادی در کشور فنلاند اختراع کرد. یک پنجم نیروی الکتریسته دانمارک را توربین‌های بادی تأمین می‌کنند. یک مزرعه بادی به‌طور معمول در آن ۸۰ توربین بادی قرار می‌گیرد.
اما مشکلات نیروی باد: توربین‌های بادی فقط با آمدن باد کار می‌کنند. اگر شدت وزش باد زیاد باشد توربین‌ها متوقف می‌شوند. فقط مناطق باد خیز و مکان‌های مناسب آن‌ها روی تپه‌ها است. عده‌ای از مردم با احداث توربین‌ها مخالف هستند چون چشم‌انداز طبیعت را خراب می‌کنند؛ و نصب توربین‌های بادی پر هزینه‌است؛ ولی اما فواید نیروی باد: آسیاب‌های بادی برای کار کردن از هیچ نوع سوختی استفاده نمی‌کنند؛ و محیط زیست را آلوده نمی‌کنند. هزینه تعمیر توربین‌های بادی کم است. توربین‌های بادی ۲۵ سال کارایی دارند؛ و پس از پایان عمر مفیدشان باید آن‌ها را تعویض کرد. توربین‌های بادی را می‌توان جهت چرخش و سرعت آن‌ها را تنظیم کرد؛ و توربین‌های بادی نباید به هم نزدیک ساخته شوند. چون ممکن است به هم برخورد کنند و خطراتی را ایجاد کنند.

## انرژی آب
از آب برای راه انداختن ماشین آلات استفاده می‌شود. آسیاب‌های آبی در کنار رودخانه درست می‌شود. بخشی از جریان رودخانه آبی از طریق لوله به سمت توربین‌های آبی هدایت می‌شود که آن‌ها را به حرکت درمی‌آورد و بر اثر چرخش توربین‌های آبی نیز که مولدهای برق وصل اند نیروی الکتریسیته تولید می‌شود. اگر رودخانه وسیع باشد و آب بیشتری در آن جریان داشته باشد، نیروگاه آبی با کارایی بیشتری می‌توانند کار کنند. ساختن سد در مکان‌هایی که شیب تند دارند یا دره‌های بلندی دارند مناسب است. اگر کف دست هایتان را با سرعت زیادی به یکدیگر بسایید گرم می‌شوند. این گرما به دلیل نیروی اصطکاک است. نیرویی که بر اثر تماس سطح دو چیز ظاهر می‌شود و مانع حرکت بخش ناشی از حرکات دست هایتان بر اثر این اصطکاک به صورت انرژی گرمایی نمایان می‌شود. موج دریا بر اثر پیدایش اصطکاک میان باد و سطح آب دریا پدید می‌آید این اصطکاک انرژی جنبشی هوای متحرک (باد) را به آب منتقل می‌کند؛ بنابراین از انرژی جنبشی امواج آب نیز می‌توان الکتریسیته تولید کرد. وقتی امواج دریا به نقطه کم عمق می‌رسد ته موج اقیانوس در هم می‌پیچد و می‌شکند. اما اگر در کنار دریا بیفتدفقط بالا و پایین رفتن آب را که به شکل موج از کنارتان عبور می‌بینید. مولد برق که با نیروی امواج آب کار می‌کند از همین انرژی موج آب استفاده می‌کنند که به صورت عمود حرکت می‌کنند و بالا و پایین می‌رود. دانشمندان هنوز در حال مطالعه‌اند که بتوانند از نیروی آب حداکثر استفاده ببرند. از امواج اقیانوس‌ها می‌توان دوبرابر مقدار الکتریسیته مصرفی جهان را بدست آورد. اما در حال حاضر خیلی کم می‌توانیم از آن برداشت کنیم. بیشتر شهرهایی که بیش از اختراع ماشین بخار نزدیک رودها بوده‌اند از آسیاب‌های آبی استفاده می‌کردند. اگر برای مدت بسیار باران نبارد جریان رودها بیش از حد کند می‌شد و برای مقابله دربرابر آب را در تنورهای آسیاب که به نام آب‌بند هم هستند آب را در آن نگهداری می‌کنند و بعد از مدت‌ها که آی رودها کم شده و جریان کند شده این آب‌ها را درون رودها می‌ریزند. ساختن سد هوور که بر روی کلرادو قرار دارد مدت ۶ سال تمام این سد، آب هفتصد و پنجاه هزار نفر را تأمین می‌کند. توربین‌های این سد در هر پانزده ثانیه می‌تواند آب یک استخر را پر کند و وسعت این سد به اندازهٔ دریاچه‌ای است که مید نام دارد که ۵۳ کیلومتر مربع است. آب مهم‌ترین مایه حیات است. توربین‌های آبی وقتی بخارها به آسمان می‌روند و ابرها را تولید می‌کنند و بعد از اینکه ابرها گرم می‌شوند تبدیل به باران یا تگرگ یا برف می‌شوند و به دریا می‌ریزند و این عمل پشت سر هم تکرار می‌شود. به این عمل طبیعی چرخه آب می‌گویند. 

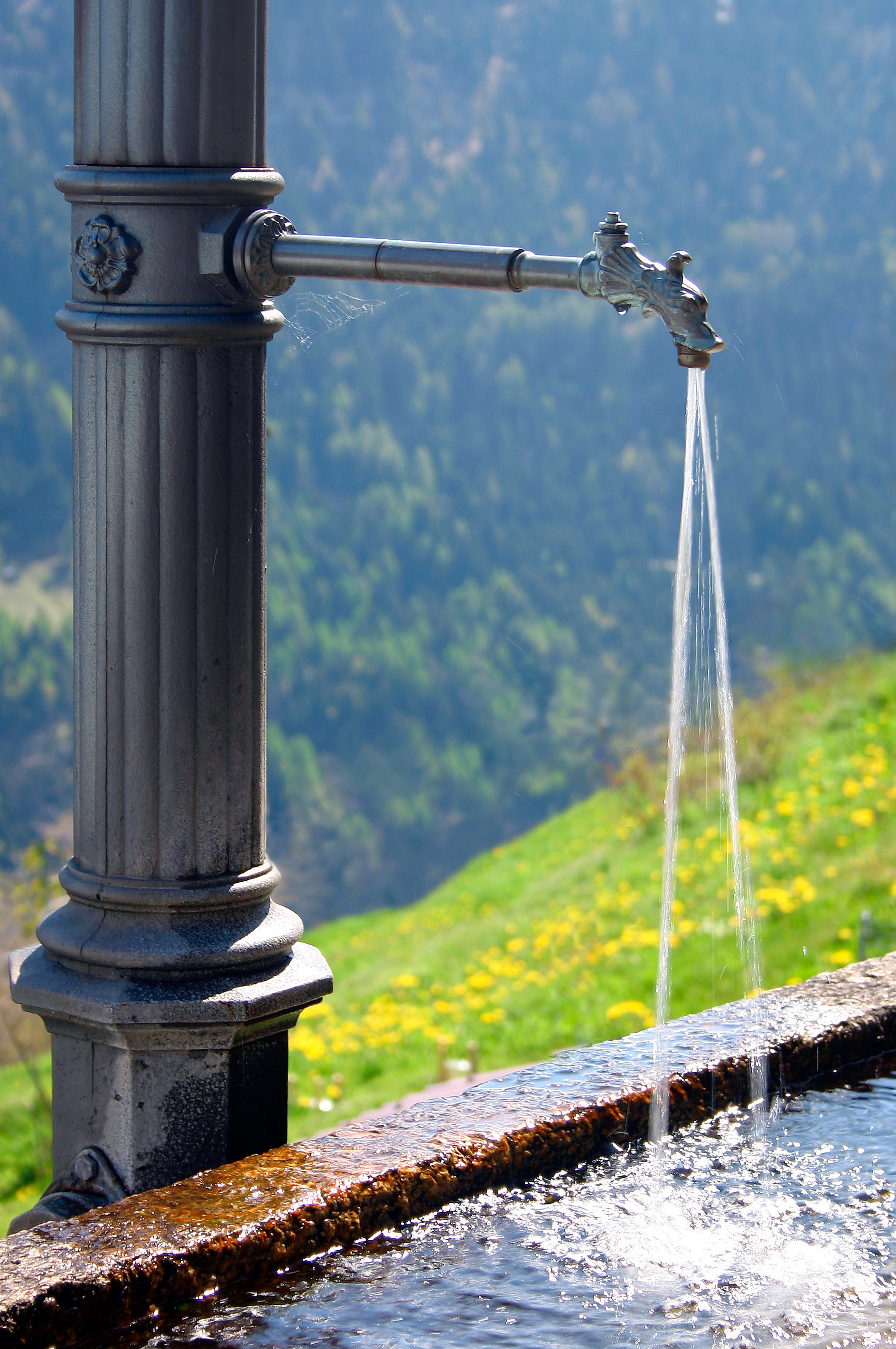
انرژی آب

مشکلات انرژی آب: ساخت سدهای بزرگ که باعث تخریب زیستگاه جانوری می‌شود، ساخت سدها پر هزینه‌است، بسیاری مناطقی که مکان مناسبی برای ساخت سد هستند از شهر دور هستند و برای رساندن آب به شهر لوله‌های بلندی نیاز دارد. درختان که بر اثر جاری شدن سیل آب‌ها ریشه کن می‌شوند گاز متان آزاد می‌کند. طی فرایند تجزیه شدن به وسیله گاز متان آزاد می‌شود این گاز کمک می‌کند که زمین گرم شود. زمین‌های کشاورزی که در کنار رودخانه هستند کمبود کانی پیدا می‌کنند.
فواید انرژی آب: توربین‌های آبی از هیچ سوختی استفاده نمی‌کنند و هیچ آلودگی تولید نمی‌کنند.

## انرژی هسته‌ای
در سال ۱۸۹۶ انرژی هسته‌ای توسط دانشمندی به نام هنری بکرل کشف شد. در حال حاضر حدود ۴۲۰ نیروگاه هسته-ای وجود دارد که یک چهارم آن در آمریکا واقع شده‌است. در این نیروگاه از گرمای سوخت هسته‌ای الکتریسیته تولید می‌کنند. تنها تفاوت نیروگاه هسته‌ای نوع سوخت و نحوهٔ گرمایی آن است. سوخت‌هایی مانند سوخت فسیلی باید سوزانده شوند تا انرژی ذخیره شدهٔ خود راآزاد کنند؛ ولی در نیروگاه‌های هسته‌ای بدون آنکه سوزانده شوند انرژی تولید می‌کنند. رآکتورهای هسته‌ای دو نوع هستند که رآکتور حرارتی و رآکتورهای خود سوخت زا. بیشتر نیروگاه‌ها از نوع رآکتور حرارتی هستند قدرتمندترین مولدها توربینی قادر هستند که برق مورد نیاز ۷۵۰۰۰۰ خانه را تأمین کنند. هسته یا مغز یک رآکتور هسته‌ای را می‌توان پوشش از اورانیوم -۱۳۸ پوشاند. وقتی اورانیوم ۲۳۸ به وسیلهٔ نوترون‌ها بمباران شود، تدریجاً به پلوتونیوم تبدیل می‌شود. رآکتورهای خود سوخت زا به رآکتورهای سریع پرور هم مشهوراند. این رآکتورها از این جهت به این نام معروف شده‌اند که عملاً در آن‌ها سوخت تازه‌ای به نام پلوتونیوم به دست می‌آید و سوخت تولید شده در این رآکتور از مقدار سوختی که درست می‌شود از سوخت مصرفی است. 

انرژی هسته‌ای

نیروگاه دونری در انگلستان با رآکتور خود سوخت زای سریع کار می‌کند. نخستین زیردریایی مال کشور آمریکا بود که موسوم نام داشت و در سال ۱۹۵۴ تولید شد. در سال ۱۹۵۸ ناتیلوس نخستین زیر دریایی که توانسته بود از اقیانوس اطلس عبور کند. نیروگاه‌های هسته‌ای علاوه بر خوبی‌ها یشان عیبهایی هم دارند و زباله‌هایی را درست می‌کنند که به سه گروه تقسیم می‌شوند که به درجهٔ پرتو زایی کم، متوسط و زیاد و می‌تواند جامد، مایع و گاز باشد. در گذشته بعضی از کشورها زباله‌ها و مواد زاید رآکتورهای هسته‌ای نظامی و غیرنظامی خود را به راحتی در دریاچه‌ها دریاهای عمیق یا زیر زمین دفن می‌کردندبخشی از اتحاد جماهیر شوروی سابق چنان‌که به مواد رادیو اکتیو آلوده‌است که اگر فردی چند لحظه در ساحل یکی از این دریاچه‌ها بایستد مقدار تشعشعات رادیو اکتیوی که بدنش جذب خواهد کرد جان او از بین می‌رود و می‌میرد و هنوز هم که هنوزه زباله‌های هسته‌ای که محیط زیست که ما را تحدید می‌کنند. عملیات بازیافت سوخت‌های هسته‌ای در فرانسه آغاز شد که از سال ۱۹۸۵ میلادی آغاز شد مجتمع بازیافت کوژما که در دماغهٔ شبه جزیرهٔ کوتیتینس در فرانسه قرار دارد از سال ۱۹۶۶ میلادی فرایند بازیافت سوخت هسته‌ای را آغاز کرد که اکنون این مکان یکی از بزرگترین مجتمع بازیافت سوخت هسته‌ای در جهان است. کار بازیافت سوخت‌های هسته‌ای فرانسه و ۲۷ کشور دیگر جهان مانند بلژیک، آلمان، ژاپن، هلند و سویئس است انجام می‌دهند. کوژما در هر سال از آغاز فعالیت‌های خود بیش از ۱۰۰۰۰ تن سوخت هسته‌ای مصرف شدهٔ رآکتورهای آب سبک را بازیافت کرده‌است. هر چیزی که هسته‌ای است خطرناک نیست مانند حمل اورانیوم طبیعی هیچ خطری ندارد. سالانه ۳۰۰۰۰ تن اورانیوم خالص از معادن سنگ اورانیوم استخراج می‌شود. سنگ معدن اورانیوم به صورت خام در نیروگاه‌های هسته-ای قابل استفاده نیست چون مقدار اورانیوم موجود در آن بسیار اندک است حدود ۲٪ یا حتی کمتر بنابراین سنگ معدن اورانیوم باد فراوری شود تا فلز اورانیوم خالص تری به دست بی آید. ابتدا سنگ معدن اورانیوم خرد می‌شود و سپس آن را داخل یک مادهٔ اسیدی حل می‌کنند تا فلز اورانیوم از ناخالصی جدا شود. در این مرحله فلز اورانیوم به صورت اکسید اورانیوم است و اصطلاحاً کیک زرد نامیده می‌شود. اکسید اورانیوم به مجتع‌های تبدیل منتقل می‌شود که در آن جا به دی‌اکسید اورانیوم، سوخت رآکتور تبدیل می‌کنند. در آمریکا سوخت مصرف شده نیروگاه‌های هسته‌ای، درون تانکرهای مخصوص و توسط واگن‌های ریلی پهن حمل می‌شوند. هر کدام از این تانکرها اختصاصاً برای این کار طراحی شده‌است ۱/۷ متر طول و۳متر عرض دارند. طراحی و ساخت این جعبه‌ها که فقط مخصوص حمل سوخت‌های هسته‌ای هستند، بر اساس توافق نامهٔ بین‌المللی تحت نظارت بسیار دقیقی انجام می‌گیرد. کارکنان تأسیسات هسته‌ای پیش از ورود به محوطهٔ مواد رادیو اکتیو دستگاه‌های پرتو سنج به خود وصل می‌کنند که متوجه شوند میزان پرنوهای رادیواکتیو در آن جا بالا نباشد چون خطرناک است. در ناحیه هند فورد آمریکا که محل ویژهٔ انبارهای هسته‌ای است، سوخت مصرف شدهٔ پلوتونیوم درون مخازن بزرگ در زیر زمین نگهداری می‌شوند. نیروگاه‌های هسته‌ای بر خلاف نیروگاه‌هایی که با سوخت فسیلی کار می‌کنند و موجب آلودگی ایجاد می‌کنند هیچگونه آلودگی ایجاد نمی‌کند. اما بخشی از مواد زاید که توسط نیروگاه‌های هسته‌ای تولید می‌شود همچنان خاصیت پرتو زایی مخرب خود را حفظ می‌کنند و تا مدت هزاران سال خطرآفرین هستند. سوخت‌های هسته‌ای چنان خطناک هستند که هر گز نباید مواد رادیو اکتیو نشست کنند و به محیط زیست وارد شوند. واحد سنجش مواد رادیو اکتیو را با بکرل نشان می‌دهند، یک بکرل را با علامت (BQ) فروپاشی یک ماده در مدت یک ثانیه‌است. تشعشعات ناشی از ۳۷۰۰۰ میلیارد فروپاشی هسته‌ای است در مدت یک ثانیه اصطلاحاً یک کوری (CI) نامیده می‌شود که برگرفته از نام ماری کوری است. مقدار تشعشعات رادیو اکتیو که بدن دریافت می‌کند بر حسب‌گری (GY) اندازه‌گیری می‌شود. رآکتورهای حرارتی با توجه به نوع سوخت ومادهٔ خنک‌کننده‌ای که به کار می‌برند کاملاً فرق می‌کنند. بعضی از آن‌ها برابر خارج کردن گرمای رآکتور از گاز استفاده می‌شود. در حالی که بعضی دیگر از خنک‌کنندهٔ مایع استفاده می‌کنند. اگرچه همهٔ رآکتورهای حرارتی از سوخت اورانیوم استفاده می‌شود اما نسبت به سوخت اورانیوم -۲۳۵ و اورانیوم -۲۳۸ در هر گونه از این رآکتورها، متغیر است. اکثر رآکتورهای حرارتی از سوخت اورانیوم غنی شده استفاده می‌کنند. نیروگاه هسته‌ای گردند در آلمان از نوع رآکتورهای آبی تحت فشار است که رایج‌ترین نوع رآکتورها در حال حاضر هستند. ساختمان گنبدی شکل اتاقک رآکتور است. این انرژی هسته‌ای در ایران در حال پیشرفت است.

## انرژی گرمایی زمین و زیستی آن
انرژی گرمایی زمین به گرمایی گفته می‌شود که به صورت طبیعی در زیر زمین وجود دارد و می‌توان آن را به انرژی الکتریکی تبدیل کرد. نیروی الکتریسیته‌ای که از این راه به دست می‌آید انرژی گرمایی زمین گفته می‌شود. مقدار انرژی گرمایی دخیره شده در ۵۲۰ کیلومتر مکعب از سنگ‌هایی که در زیر پوستهٔ زمین قرار دارند و صدها درجه از سنگ‌هایی که در سطح زمین قرار دارند معادل انرژی مصرفی سالانهٔ تمام دنیا است اما برای استفادهٔ مفید از این انرژی گرمایی باید آن را به شکل‌های مختلف انرژی تبدیل کرد تا بعداً بتوان آن را به مراکز موزد نیاز ارسال نمود. نیروگاه‌های گرمایی زمین از انرژی گرمایی در زمین برای تولید الکتریسیته استفاده می‌شود. وقتی گرما از هستهٔ زمین به سمت سطح زمین جریان پیدا می‌کند، در هر کیلومتر حدوداً ۳۰ درجه از گرمای آن کاسته می‌شود. زمانی که این گرما به سطح زمین می‌رسد، توسط زمین جذب و سرانجام در فضا پراکنده می‌شود. در شرایط عادی ما هرگز ما متوجهٔ این گرما داخل زمین نمی‌شویم، چون تأثیر گرمای خورشید بر سطح زمین به مراتب بیشتر از تأثیر گرمای هسته‌ای زمین است. یکی از زیباترین چشم‌اندازهای طبیعی انرژی گرمایی، زمین آبفشان است. آب از یک شکاف به اعماق زمین می‌رود و پس از تماس با سنگ‌های داغ گرم می‌شود که به حالت جوشان در می‌آید. این آب جوشان آب‌های فوقانی را با فشار زیادی به سمت بالا می-راند. وقتی آب با فوران از زمین خارج می‌شود فشار کمتری بر ستون آب در اعماق زمین وارد می‌شود. در سال ۱۹۶۰ نخستین نیروگه در ایلات متحدهٔ آمریکا با استغاده از انرژی گرمایی زمین مشغول به کار کرد. نیروگاه جیسرز در منطقهٔ فعال آتشفشانی و در شمال شهر سانفرانسیسکو قرار دارد. از سال ۱۹۶۷ میلادی تولید الکتریسیته در این نیروگاه جنبهٔ اقتصادی پیدا کرده‌است. عبارت ژتورمال از دو کلمهٔ یونانی ژئو و ترم به معنی زمین و گرما تشکیل شده‌است. مرکز کرهٔ زمین به صورت یکپارچه و جامد از جنس آهن و نیکل است که دمای آن به ۴۲۰۰ درجه می‌رسد. این بخش از کرهٔ زمین چنان داغ است که سنگ‌های پیرامون آن به حالت مذاب هستند. بخش بزرگی از انرژی هسته یزمین را تا این حد داغ کرده‌است، ناشی از واکنش‌های هسته‌ای در این قسما از درون زمین است. ما در بخش سنگی پوستهٔ زمین که بر روی این هستهٔ داغ شناور است، زندگی می‌کنیم. انرژی گرمایی زمین حتی در مقایسه با انرژی‌های زیستی، با محیط سازگار تر است. گاز متان حاصل سوختن زباله در یک محل است که با شعلهٔ آبی رنگ و روشن می‌سوزد. بر خلاف زغال-سنگ وقتی گاز متان می‌سوزد هیچ گونه گاز سمی یا ذرات معلق ایجاد نمی‌کند و ذرات آلاینده ایجاد نمی‌کند. مرتفع‌ترین چشمهٔ فورانی یا آبفشان جهان، ایستم بوت در پارک محلی یلواستون است که آب را تا ارتفاع ۱۱۵ متری به هوا پرتاب می‌کند. انرژی زیستی نیرویی است که از تجزیهٔ مواد آب به دست می‌آید. این مواد گایاهی و جانوری به تودهٔ زیستس نیز مسموم هستند. انسان از هزاران سال قبل برای گرم کردن خود و پختن غذا از هیزم استفاده کرده‌است. در بعضی از کشورهای در حال رشد هنوز هم استفاده از هیزم تنها وسیلهٔ گرمایش و پخت‌وپز به‌شمار می‌رود. همچنین در حال حاضر سوزاندن مواد زاید وزباله‌های خانگی در کشورهای پیشرفته مرسوم است. برای این کار آن‌ها در کوره‌های زباله سوزی می‌سوزانند و از این انرژی برای تولید الکتریسیته استفاده می‌شود. از بیو گاز (گاز طبیعی که از تجزیهٔ مواد گیاهی و فضولات به دست می‌آید) نیز به عنوان سوخت استفاده می‌شود.
سابقهٔ استفاده از گاز متان به سال ۱۸۷۵ میلادی بازمی‌گردد. در صد سال آینده بیشتر منابع مورد نیاز از گیاهان تهیه خواهد شد. دستگاه‌های عمل آوردن بیوگاز محلی، زباله‌های خانگی، مواد زاید و فضولات مزارع به سوخت مناسب تبدیل خواهند کرد، که از آن برای گرمایش و پخت‌وپز استفاده خواهد شد. همچنین در آینده محصولاتی کاشته خواهند شد که بتوان آن‌ها را به‌طور مستقیم سوزاند. یا آن که آن‌ها را به به انواع سوخت‌های مایع نظیر متانول تبدیل کرد. در یک منبع سرشار از مواد آلی به صورت علف‌های دریایی است. اگرچه علف‌های دریایی بیشتر به عنوان ماده غذایی یا به صورت کود در زمین‌های کشاورزی مورد استفاده قرار نمی‌گیرند، اما تابه امروزه از آن‌ها برای تولید نیروی الکتریسیته در نیروگاه‌ها استفادهٔ چندانی نشده‌است. فرایند بیو لوژیکی در مرداب‌های زغال سنگ نارس، که خاصیت اسیدی دارند با سرعت بسیار اندک انجام می‌شوند. مثلاً بتایای حیواناتی هستند که صده هزار سال پیش در این مناطق دفن شده‌اند، هنوز هم سالم باقی مانده‌است. حتی در قارهٔ اروپا چنین مرداب‌هایی اجساد صدها نفر به دست آمده‌است، که قدمت بعضی از آن‌ها به ۲۰۰۰ سال قبل بازمی‌گردد. بیشتر این قربانیان احتمالاً افرادی بودند که در ایام باستان به عنوان پیشکش، ذبرای خدایان قربانی شده‌اند. انرژی حاصل از مواد آلی را می‌توان به لاشکال مختلف تبدیل کر که حدود ۴٪ از نیروی الکتریسیتهٔ تولید شده در آمریکا از مواد آلی به دست می‌آید. یعنی معادل مقدار الکتریسیته‌ای که در این کشور توسط نیروگاه‌های اتمی و برقی و آبی تولید می‌شود. کشور سوئد و کانادا هرکدام حدود ۸٪ از نیروی الکتریسیتهٔ خود را از طریق مصرف مواد آلی یا تودهٔ زیستس به دست می‌آورند. دراسکاتلند از درختان کاج به عنوان یک سوخت آلی بهره‌برداری می‌شود. پوستهٔ تنهٔ درختان، ضایعات چوب و خاک اره را نیز می‌توان بهعنوان سوخت مصرف کرد و نیروی برق به دست آورد. سوخت‌های آلی توسط سوخت‌هایی هستند که از تجزیه به تودهٔ زیستی به دست می‌آیند. این سوخت‌ها را می‌توان سوزاند یا با مک خانورا نمیکروسکوپی تجزیه کرد وانرزی آنهارا به کار برد. با فرایندهای شیمیایی نیز می‌توان انرزی ذخیره شدهٔ درون این مواد را آزاد کرد. سوخت‌های آلی در همه جای جهان یافت می‌شوند.

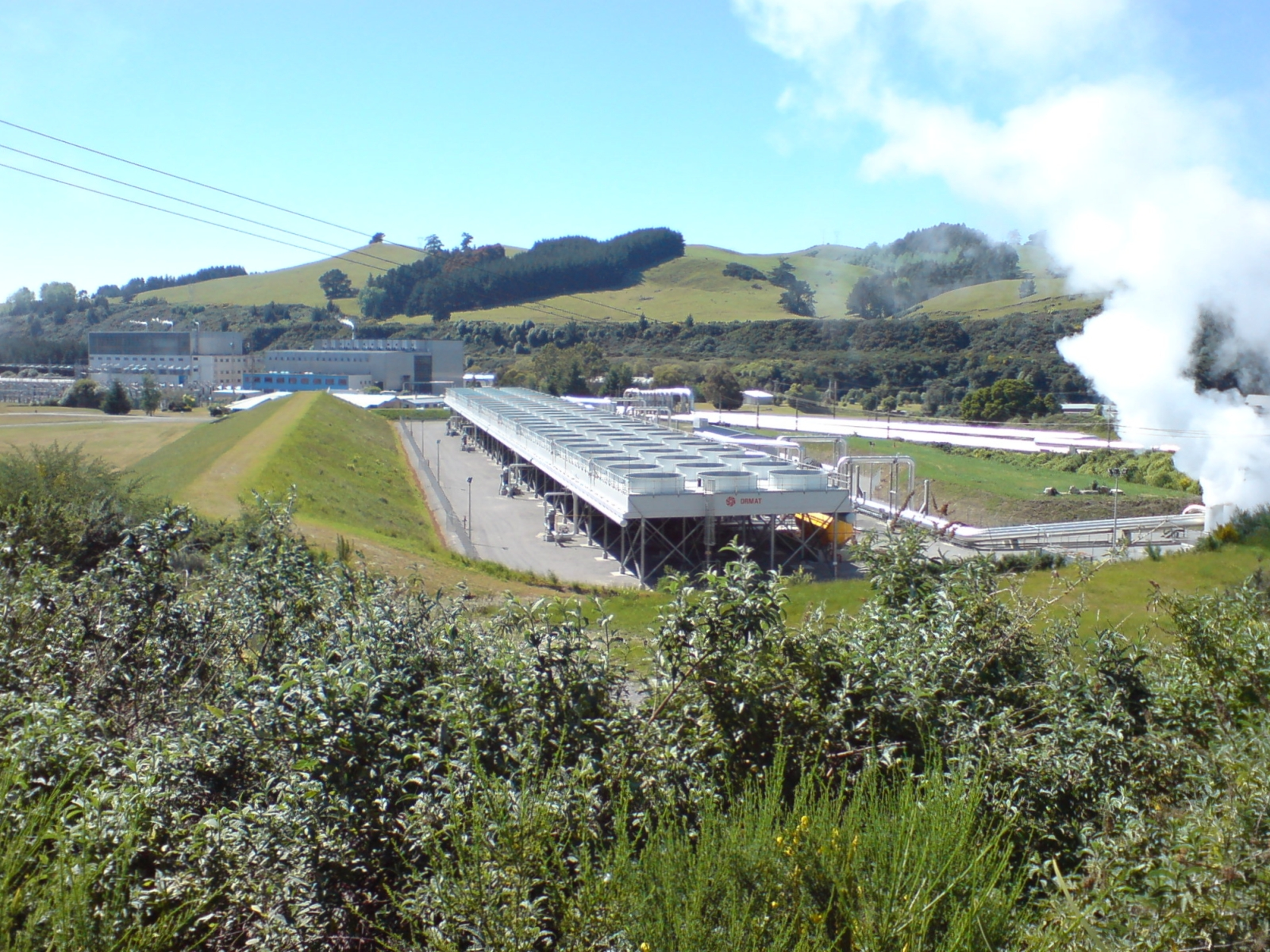
زمین گرمایی

## انرژی فسیلی
کمتر از ۱۵۰ سال پیش نخستین تلاش‌ها برای استخراج صنعتی نفت آغاز شد. اختراع اتومبیل و رواج آن در اویل قرن بیستم وابستگی به نفت را گسترش داد. وقوع جنگ جهانی ۱۹۱۴ تا ۱۹۱۸ اهمیت تسلط بر منابع نفتی روشن ساخت. محصولات نفت مانند بنزین و گازوییل برای به کار اندازی موتورهای درون‌سوز استفاده می‌شود.

## انرژی زغال سنگ وگاز
از زغال سنگ در کارخانجات و لوکوموتیو رانی استفاده می‌شود. چینی‌ها حدود ۳۰۰۰ سال قبل برای تهیه مس، زغال سنگ مصرف می‌کردند. ۷ قرن بعد یونانی‌ها و رومی‌ها استفاده از زغال سنگ را شروع کردند. تحقیقات نشان می‌دهد که ساکنان اولیه بریتانیا ازمدتها قبل و پیش از حمله رومی‌ها به این سرزمین در سال ۵۵ قبل از میلاد از زغال سنگ استفاده می‌کردند. بقایای ابزاری که آن‌ها ازسنگ‌های چخماغ می‌ساختند در میان رگه‌های زغال سنگ یافت شده‌است و این موضوع ثابت می‌کند حدود ۱۰۰۰ سال قبل سرخ‌پوستها قبیله هپی در قاره آمریکا برای پخت ظروف سفالی در کوره زغال سنگ می‌سوزاندند. از سال ۹۰۰ قبل از میلاد چینی‌ها از گاز طبیعی استفاده می‌کردند که بر حسب اتفاق چاه‌های گاز هم کشف شد. در سال ۱۶۶۴ میلادی فردی به نام جان کلایتون در حوالی ناحیه ویگان انگلستان موفق به کشف یک حوض‌چه گاز گردید و نحوه استخراج گاز هم حفاری کردن است.
نحوه استخراج زغال سنگ هم انتخاب شیوه زغال سنگ بستگی به عمق رگه‌های زغال سنگ دارد. اگر رگه‌های نزدیک سطح زمین و در عمق ۶۰ متری واقع شده باشد روش حفاری سطحی یا اصطلاحاً روباز خواهد بود؛ و اگر از سطح زمین خیلی پایین‌تر بود نیاز به حفاری عمیق دارد تا استخراج شود. در ایران منابع نفت و سوخت‌های فسیلی زیاد است و بیشتر آن در جنوب کشور است؛ و به خاطر همین بود که در زمان گذشته کشورهای خارجی سعی داشتند به ایران نفوذ داشته باشند. تا بتوانند منابع نفتی ایران را بگیرند و حتی به ایران می‌آمدند و منابع کشور را استخراج می‌کردند و برای کشور خودشان می‌بردند.

## انرژی هیدروژن
۷۵٪ جرم مواد و بیش از ۹۰٪ اتم‌های تشکیل دهنده طبیعت هیدروژن است. هیدروژن یک عنصر شیمیایی با حرف H و عدد اتمی ۱ نشان داده شده‌است. هیدروژن عنصری است بی‌رنگ و بی‌بو و غیرفلز، یک ظرفیتی و گازی دو اتمی با خاصیت شعله‌ور شدن بالا. هیدروژن سبکترین و فراوان‌ترین عنصر در جهان بوده و در آب و در ترکیبات آلی موجودات زنده یافت می‌شود. هیدروژن قابلیت واکنش شیمیایی با بیشتر عناصر را دارد. ستارگان در توالی اصلی خود به وفور از هیدروژن در حالت پلاسمایی تشکیل شده‌اند.
این عنصر در تولید آمونیاک به عنوان یک گاز بالا برنده یک سوخت جایگزین و اخیراً به عنوان منبع انرژی مورد استفاده پیل‌های سوختی قرار می‌گیرند. در آزمایشگاه از واکنش اسیدها بر فلزهایی مثل روی به دست می‌آید. برای تولید در حجم زیاد از الکترولیز آب که معمولی‌ترین روش است استفاده می‌شود. اکنون دانشمندان سعی دارند تا روش جدیدی را برای به وجود آوردن هیدروژن از جلبک‌های سبز اختراع کنند. هیدروژن تنها شامل یک پروتون و الکترون است. هیدروژن در اتمسفر زمین بسیار رقیق است در حدود یک ذره در هر میلیون. در صنعت خودروسازی در ایران برای هیدروژن هنوز کاری انجام نشده‌است. در تولید هیدروژن به روش الکترولیز با عبور جریان الکتریسیته از آب (معمولاً به صورت الکترولیت) تولید هیدروژن به همرا اکسیژن می‌شود که نسبت هیدروؤن تولیدی ۲ برابر اکسیژن است (با توجه به فرمول شیمیایی آب که H2O می‌باشد و تعداد اتم‌های هیدروژن دو برابر اکسیژن است) (منبع: «بررسی انرژی‌های نو و نیاز کشور به تولید هیدروژن» نوشته شده توسط عمار قاسمیان عزیزی)
یکی از روش های جدید تولید هیدروژن تحت عنوان اکسایش آب ( water oxidation )یا شکافت آب(water spliting)در سال های اخیر جزو پژوهش های پر طرفدار در سطح جهانی گردیده است و هدف از هردو واکنش تولید هیدروژن از مولکول های آب به وسیله نور خورشیذ است که به کمک کاتالیزور های همگن و ناهمگن انجام می شود.کاتالیست های ساخته شده تحت شرایط مختلف آزمایشگاهی شامل شیمیایی،فتوشیمیایی،الکتروشیمی و فتوالکتروشیمیایی مورد بررسی قرار می گیرند.
برای انجام واکنش اکسایش آب بهترین کاتالیزور ها ،کاتالیزورهایی هستند که در ولتاژ نظری اکسایش آب که 2/1ولت می باشد بتوانند کار کنند.
اهمیت اکسایش آب به خاطر فراوانی نور خورشید و مولکول های آب در کره زمین است که یک انرژی پاک و تجدید پذیر و احتمالا ارزان محسوب می شود.

## خودرو هیبریدی
حتماً برایتان زمان زیادی پیش آمده که در پنپ بنزین بگذرانید. به خاطر شلوغی و شاید به خاطر کند بودن پنپ این مشکلات به دلیل بنزینی بودن خودروی شماست. نه فقط بنزنی بلکه کلیه سوختهای فسیلی مشکلات مخصوص به خود را دارند. یکی از راه‌هایی که خودروسازان به آن روی آورده‌اند ساخت خودروهای هیبریدی بود. تمامی وسایل نقلیه‌ای که از ادغام دو یا چند پیش‌رانه انتقال نیرو که به طرز مستقیم یا غیرمستقیم به سیستم انتقال قدرت وابسته هستند را ماشین‌های هیبریدی می‌گوییم. بیشتر خودرهای هیبریدی تولید شده تاکنون از نوع بنزین-الکتریکی هستند گرچه برخی از شرکت‌های خودروسازی مانند پژو سیتروئن خودروهای هیبریدی از نوع دیزل-الکتریکی هستند. در این گزارش به خودروهای بنزین-الکتریکی می‌پردازیم. در سیستم پیش‌رانه در خودروهای هیبریدی را می‌توان به روش‌های مختلفی ترکیب کرد: از جمله سری و موازی. در هیبرید موازی باک بنزین سوخت را به موتور بنزین می‌رساند. باتری‌ها نیز الکتریسته را به موتور الکتریکی می‌رسانند و هر دو موتور بنزینی و الکتریکی را هم‌زمان به سیستم انتقال قدرت متصل می‌شود و این قدرت به چرخ‌ها می‌رسد و خودروهای سری در این نوع هیبریدها موتور بنزین، ژنراتورها را به حرکت درمی‌آورد و ژنراتور می‌تواند باتری‌ها را شارژ کند یا به موتور الکتریکی قدر دهد که این موتور نیز به سیستم انتقال قدرت متصل است؛ بنابراین موتور بنزینی در هیبریدهای سری به‌طور مستقیم به سیستم انتقال خودرو و قدرت، نیرو نمی‌دهد. 

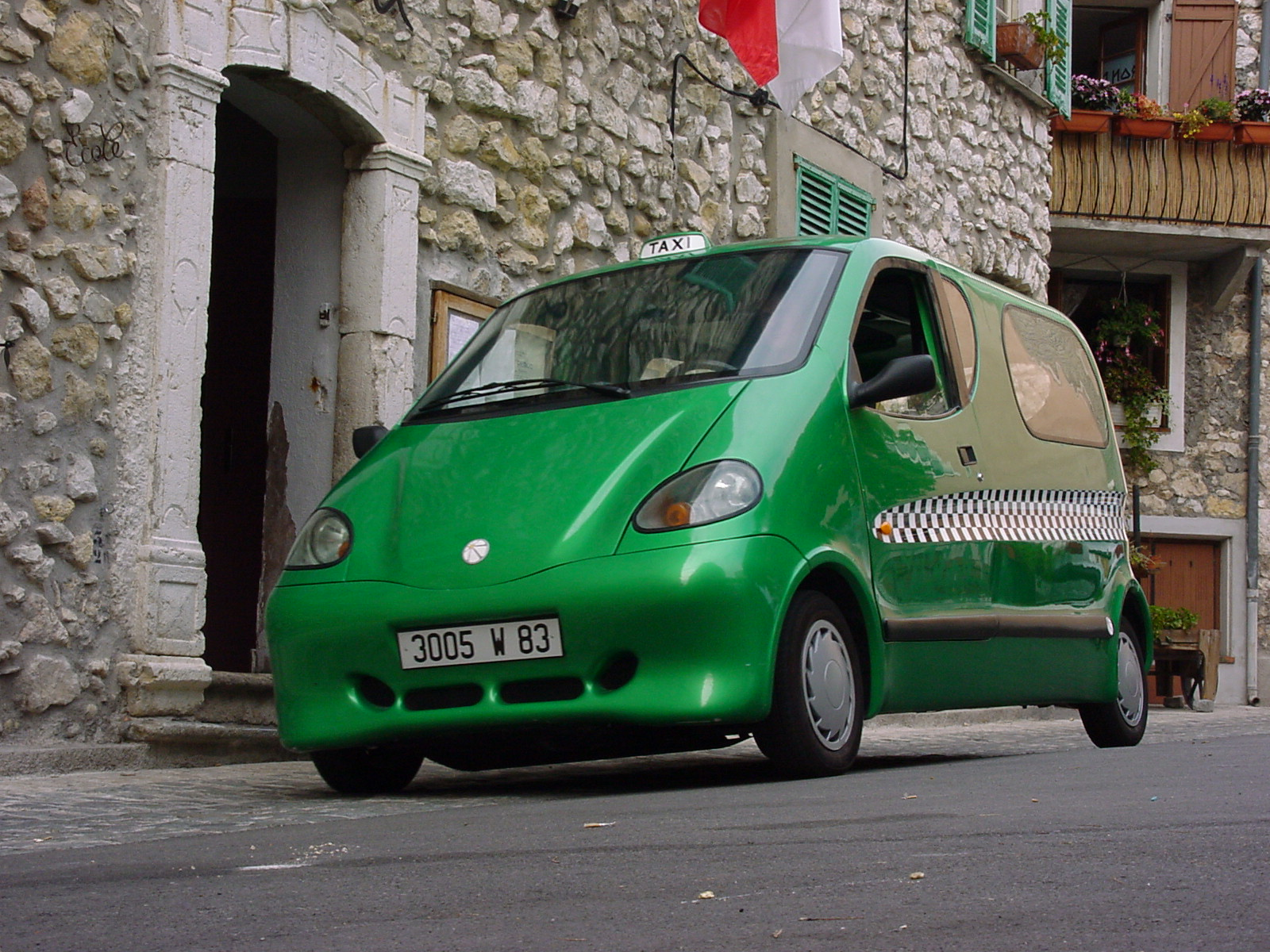
خودروی هیبرید

## انرژی نوین در ایران
انرژی خورشید در ایران پیشرفت کمی داشته‌است. در ایران صفحه‌های خورشیدی وجود دارد. خودروهای خورشیدی در دنیا ساخته شده و در ایران هم وجود دارد و روز به روز در حال پیشرفت است. انرژی باد هم پیشرفت خوبی داشته‌است و بیشتردر مناطق بادخیز و کویری توربین‌های بادی است. توربین‌های بادی برق و نیروهای دیگر هم تولید می‌کند و بیشتر این توربین‌های بادی در جنوب کشور هست چون آنجا بادخیز است. انرژی سوخت گیاهی در ایران پیشرفت نکرده‌است. انرژی آب انرژی بسیار خوب و مناسبی است که در ایران پیشرفت بسیار خوبی داشته‌است. انرژی آب انرژی‌های زیادی مانند برق را پیشرفت داده‌است. انرژی هسته‌ای که بزرگترین انرژی است و می‌تواند برق هزارن خانه را تأمین کند در ایران وجود دارد و نیروگاهش راه‌اندازی شده‌است. انرژی‌های نفت و سوخت‌های فسیلی در ایران از هزارن و میلیون‌ها سال پیش وجود داشته و درست است که تمام شدنی است ولی ایران آنقدر در این زمینه پیشرفته‌است که حتی به کشورهای دیگرهم صادر می‌کند. انرژی هیدروژن در ایران نیست و پیشرفت نکرده‌است و در آینده وارد ایران می‌شود.
بسم الله الرحمان الرحیم